# Eulocastra pseudozarboides
Eulocastra pseudozarboides är en fjärilsart som beskrevs av Rothschild 1921. Eulocastra pseudozarboides ingår i släktet Eulocastra och familjen nattflyn. Inga underarter finns listade i Catalogue of Life.